# Santo Antônio dos Lopes
Santo Antônio dos Lopes é um município brasileiro do estado do Maranhão. Localizado no Centro do estado, na região do Rio Flores, no Alto Mearim. Sua população estimada em 2016 era de 14.237 habitantes.
Cidade que se encontra em pleno desenvolvimento graças a descoberta de gás natural na região, bem como os investimentos da Eneva (que substituiu a OGX). 
Nessa cidade, localiza-se o Complexo Termelétrico Parnaíba, um dos maiores complexos de geração de energia a gás natural da América Latina, com 1,4 GW de capacidade instalada.

## História
No ano de 1922, Antônio Pereira Lopes, querendo se livrar da seca que assolava o vizinho Estado do Piauí, mais precisamente a sua cidade de São Pedro e na esperança de encontrarem no solo das matas virgens terras férteis para propiciarem o sustento e a melhoria de seus dias chegaram na região maranhense chamada, na época, de Alto Mearim, ainda desconhecida e, portanto, desabitada, Antônio Pereira Lopes e seus familiares inicialmente, se fixaram na localidade e depois povoado de Lagoa Nova.
Esse descobridor valoroso, desbravador por natureza, iniciou seus trabalhos desenvolvendo suas atividades costumeiras de lavrador de roça, cultivando arroz, feijão, milho e, nas horas de folga, empreendendo caçadas; abriu caminhos e posteriormente os transformou em estradas, ligando diversos pontos circunvizinhos. E foi em uma dessa investidas que Antonio Pereira Lopes, juntamente com seus três filhos, isto é, Evaristo Lopes, Antonio Filho, Libânio Lopes e o seu amigo Antonio Laborão o local do futuro povoado, depois chamado de Santo Antônio dos Lopes. A fundação desse povoado se deu em 21 de julho de 1922, precisamente pelos cinco supracitados piauienses, exemplos de coragem e de trabalho.
A origem do novo Santo Antônio dos Lopes desse nome está ligada ao nome do seu fundador Antonio e ao santo do mesmo nome, seu protetor. Daí o nome do povoado foi definitivamente denominado de Santo Antônio dos Lopes, encravado em terras do Município de Pedreiras, Estado do Maranhão. Já na condição de Distrito de Pedreiras, Santo Antônio dos Lopes foi desmembrado do referido município e alçado à condição de Município pelo Decreto-Lei nº 2.179, de 30 de dezembro de 1961, do Governador Newton de Barros Bello. E a sua emancipação legal ocorreu em 16 de janeiro de 1962.
Tem uma área de 712 km2; tem por limites os seguintes municípios: ao norte por Pedreiras e Lima Campos; ao sul por Dom Pedro; ao leste por Codó e Dom Pedro e a oeste por Joselândia, Presidente Dutra e Dom Pedro. Suas terras são do tipo massapé, Não tem rio, mas os povoados “Pacas” e “Marianópolis” são banhados pelo Rio Mearim. Os demais, são servidos de açudes, poços artesianos e igarapés temporários, sendo os mais importantes “marimbondo” e “Insono”.

## Economia
A economia da cidade era baseada exclusivamente na agricultura familiar de arroz, milho e feijão; na produção de cachaça e comércio de bens e serviços. Porém, nos dias atuais a cidade tem encontrada um novo horizonte econômico com o estabelecimento do Complexo Termelétrico Parnaíba, o que impactou diretamente a vida da população local. Tanto pela geração de emprego e renda, quanto pela vinda de diversas pessoas de todas as partes do Brasil e do mundo para se instalar em na cidade, o que direta ou indiretamente movimenta a economia local.
Em 2014, Santo Antônio dos Lopes já possuía PIB 830.654,00 se destacando como a 11ª economia do estado.

## Clima
Seu clima é quente e úmido, com apenas duas estações, ou seja, inverno, de dezembro a maio e verão, de junho a novembro. Sua temperatura varia entre 25 e 33 graus. Suas festividades cívicas são o Festejo de Santo Antônio, padroeiro da cidade, de 01 a 13 e Semana da Cultura, de 23 a 29 de junho. Sua população, em 2010, era de 14.288 habitantes.

## Cidadãos notáveis
- Antonio Pereira Lopes, fundador do povoado que lhe deu origem;
- Durval Januário dos Santos, primeiro prefeito (nomeado pelo Governador Newton de Barros Bello);
- Antonio da Silva Rocha, primeiro prefeito eleito;
- Galdino Ribeiro, fundador da primeira capela da cidade, dedicada à Virgem da Conceição;
- Laonoa, a primeira parteira leiga;
- Georgina Joana de Oliveira (Janoca), a primeira professora do município;
- Edward Santos, renomado colaborador da educação santoantoense;
- Francisca Sena, grande colaboradora da cultura local.

## Gestores municipais
- Durval Januário dos Santos, de 16/01/1962 a 14/03/1963;
- Antonio da Silva Rocha, de 15/03/1963 a 14/03/1969;
- Antonio Pereira Leal, de 15/03/1969 a 14/03/1973;
- Raimundo Palma Lopes, de 15/03/1973 a 14/03/1977;
- Antonio Pereira Leal, de 15/02/1977 a 31/01/1983;
- Raimundo Quinco de Lima Filho, de 01/02/1983 a 31/12/1988;
- Alzira Barros de Melo, de 01/01/1989 a 31/12/1992;
- Renato Abreu Cavalcante, de 01/01/1993 a 31/12/1996;
- Euzébio Napoleão Mendonça, de 01/01/1997 a 31/12/2004;
- Raimundo Quinco de Lima Filho, de 01/01/2005 a 31/12/2008;
- Eunélio Macedo Mendonça, de 01/01/2009 a 31/12/2016;
- Emanuel Lima de Oliveira é o atual prefeito, em seu segundo mandato.

## Cultura

### Festejo do Bairro Santa Madalena
Realizado sempre no final do mês de maio, o Festejo do Bairro Santa Madalena já faz parte da agenda junina da cidade. Mesmo que seja um evento de pequeno porte, o festejo atrai muitas pessoas para o Bairro Santa Madalena durante a sua realização, sempre embelezado com atrações musicais, comidas típicas e apresentações artísticas organizadas pelos estudantes do município. 

### Festejo de Santo Antônio
Festa realizada no mês de junho e organizada pela igreja católica, o Festejo de Santo Antônio já faz parte da agenda cultural da cidade. Além das missas especiais realizadas na data, após as celebrações há muita festa e diversão em frente a igreja com leilões e comidas típicas.

### Semana da Cultura
Trata-se de um grandioso evento anual que ocorre no período de festas juninas de 23 a 29 de junho. O maior evento junino da região do cocais atrai turista de todas as cidades da região. Na semana da cultura a cidade entra em festa 24 horas por dia durante o festival, com atrações musicais e manifestações culturais de todo o Brasil. As bebidas e comidas tipicas são um espetáculo à parte tornando a experiencias ainda mais inesquecível. 
Os jogos e brincadeiras também jamais podem deixar de serem citados, dando destaque à corrida de jumento, show de calouros e o concurso das quebradeiras de coco. 